# Campeonato Europeo de Waterpolo Masculino de 1947
El VI Campeonato Europeo de Waterpolo Masculino se celebró en Montecarlo (Mónaco) entre el 10 y el 14 de septiembre de 1947, bajo la organización de la Liga Europea de Natación (LEN) y en el marco de los Campeonatos de Europa de Natación de ese mismo año.

## El camino de Italia hacia el título
|  | Italia | 3 - 3   | Países Bajos |                                          |                                          |
|  |        | Reporte |              | Asistencia: ? espectadores Árbitro(s): ? | Asistencia: ? espectadores Árbitro(s): ? |

|  | Italia | 5 - 0   | Austria |                                          |                                          |
|  |        | Reporte |         | Asistencia: ? espectadores Árbitro(s): ? | Asistencia: ? espectadores Árbitro(s): ? |

|  | Italia | 4 - 4   | Francia |                                          |                                          |
|  |        | Reporte |         | Asistencia: ? espectadores Árbitro(s): ? | Asistencia: ? espectadores Árbitro(s): ? |

|  | Italia | 3 - 2   | Suecia |                                          |                                          |
|  |        | Reporte |        | Asistencia: ? espectadores Árbitro(s): ? | Asistencia: ? espectadores Árbitro(s): ? |

|  | Italia | 4 - 1   | Bélgica |                                          |                                          |
|  |        | Reporte |         | Asistencia: ? espectadores Árbitro(s): ? | Asistencia: ? espectadores Árbitro(s): ? |

## Medallero
|        |        |         |
| Italia | Suecia | Bélgica |

- Datos: Q1487097